# 永瀧久吉

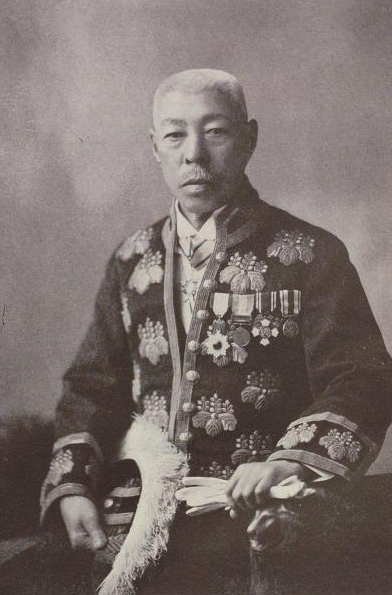
永滝久吉 1935

永瀧 久吉（えいたき ひさきち、1867年1月17日（慶應2年12月12日） - 1942年（昭和17年）10月20日）は、日本の外交官、実業家。上海総領事、ホノルル総領事を経て退官後、安田保善社参事や、東京建物常務取締役、満州興業社長等を歴任した。

## 人物・経歴
越後国刈羽郡野田村（現柏崎市）生まれ。元野田村戸長の永瀧治助は祖父。新潟県立新潟中学校（現新潟県立新潟高等学校）を経て、1889年英吉利法律学校（現中央大学）及び専修学校（現専修大学）法律科卒業。専修学校創設者田尻稲次郎などに師事。1890年代言人試験及文官高等試験合格。1891年司法省入省、東京地方裁判所司法官試補。同年外務省入省、取調局配属。
1893年釜山領事官補。1894年仁川領事官補。1895年上海領事官補。1896年在沙市領事館が設立されると初代二等領事及び沙市郵便局長に就任。1898年からシドニー一等領事を務め、排日移民法への対応にあたった。1902年漢口一等領事。1904年上海総領事。1909年東亜同文会上海支部長。同年在間島日本総領事館総領事。1912年韓国併合記念章受章。同年ホノルル総領事。
1914年依願退官、東亜同文会評議員。1915年安田保善社入社、共済生命保険協議役。1916年東京建物取締役、安田保善社理事、台湾製麻取締役。1919年中央大学評議員。1919年安田保善社参事兼評議員、東京建物常務取締役。1927年満州興業社長。1928年日豪協会理事。1932年満州興業相談役。

## 著書
- 『回顧七十年』永瀧久吉 1935年